# ABC Engineering
ABC Engineering (auch ABC Rides Switzerland) ist ein Schweizer Unternehmen, das sich auf die Entwicklung, Konstruktion und Lieferung von Fahrgeschäften und Freizeitanlagen für Freizeitparks spezialisiert hat.

## Geschichte
Seit der Gründung 1997 durch Willy Walser, den heutigen CEO von RES RIDES, entwickelte das Unternehmen technische Lösungen für den Tunnelbau und die Fertigungsindustrie. Nach der Jahrtausendwende entwickelte sich die Nachfrage für Freizeitanlagen mit grosser Dynamik. Der Firmengründer, Willi Walser, konnte, auf Grund seiner Erfahrungen als Ingenieur beim Freizeitanlagen-Hersteller Intamin AG nun eigenständige Designs und Anlagen für Kunden anbieten. Mit dem stetigen Wachstum wurden es notwendig zusätzliche Partner an Bord zu nehmen. Ab 2010 wurde, unter neuer Führung, das Geschäftsvolumen zunehmend durch internationale Kunden gestärkt. Dabei hat sich das Unternehmen insbesondere auf die Entwicklung und den Vertrieb von Wasser-Fahrgeschäften, Turmanlagen und kleine Coaster-Bahnen spezialisiert. Die bereits mehr als 100 in Betrieb gesetzten Fahrattraktionen erfreuen Familien und Freizeitpark-Betreiber gleichermaßen. Seit ungefähr 2018 ist ABC Rides Teil von Intamin Amusement Rides.

## Fahrgeschäftsmodelle
Die aktuelle Produktpalette von ABC Rides ist in fünf Bereiche aufgeteilt:
- Roller Coasters: (Booster-Coaster • Suspended Swing Coaster • Tube Coaster)
- Tower Rides: (Carousel Tower • Dynamic Tilt Tower • Face Down Bungee • Hopper Tower • Interactive Tower)
- Track Rides: (Dynamic Swing Glider • Farm Ride AGV • Jeep Ride Track Guided • Suspended-Flight • Tractor Ride AGV • Tractor Ride Track Guided)
- Carusel Rides: (Crazy-Cars • Interactive Swing Ride • Smart Swing)
- Water Rides: (Flume Ride • Interactive Boat • Interactive Roundboat • Mini-Flume • Rafting • Rapids Ride • Smart Boat Ride • Steering Boat)

Ehemalige Produktpalette:
- Thrill Rides: (Tourbillon)

## Relevante Installationen

### Achterbahnen
| Name            | Typ                     | Freizeitpark                          | Land        | Eröffnet | Schließung | Status               |
| --------------- | ----------------------- | ------------------------------------- | ----------- | -------- | ---------- | -------------------- |
| Achterbahn      | Tube Coaster            | Schloss Dankern                       | Deutschland | 2018     | –          | In Betrieb           |
| Familieachtbaan | Tube Coaster            | BillyBird Park                        | Niederlande | 2009     | –          | In Betrieb           |
| Flotte Biene    | Tube Coaster            | Trampolino Familien- und Freizeitpark | Deutschland | 2008     | 2009       | Nicht mehr bestehend |
| Flume Ride      | Water Coaster           | E-DA Theme Park                       | Taiwan      | 2010     | –          | In Betrieb           |
| Highway Boat    | Suspended Swing Coaster | Sun World Danang Wonders              | Vietnam     | 2019     | –          | In Betrieb           |
| K2              | Tube Coaster            | Karls Erlebnisdorf Elstal             | Deutschland | 2018     | –          | In Betrieb           |
| Turbo-Drachen   | Suspended Swing Coaster | Potts Park                            | Deutschland | 2009     | –          | In Betrieb           |

### Andere Attraktionen
| Name                            | Typ                       | Freizeitpark                   | Land                   | Eröffnet | Status     |
| ------------------------------- | ------------------------- | ------------------------------ | ---------------------- | -------- | ---------- |
| John Silver                     | Dynamic Tilt Tower        | Adventure Land Long Island     | Vereinigte Staaten     | 2004     | In Betrieb |
| Traktor-Fahrt                   | Tractor Ride Track Guided | Karls Erlebnisdorf Rövershagen | Deutschland            | 2010     | In Betrieb |
| Wasserfahrt                     | Mini-Flume                | Stadtpark Timisoara            | Rumänien               | 2013     | In Betrieb |
| Wasserfahrt                     | Mini-Flume                | Legoland Deutschland           | Deutschland            | 2006     | Revision   |
| Capt'n Black's Piratentaufe     | Dynamic Tilt Tower        | Belantis Vergnügungspark       | Deutschland            | 2006     | In Betrieb |
| Congo Splash                    | Flume Ride                | Knuthenborg Park & Safari      | Dänemark               | 2014     | In Betrieb |
| Cyborg Cyber Spin               | Tourbillon                | Six Flags Great Adventure      | Vereinigte Staaten     | 2018     | In Betrieb |
| Dino Island                     | Flume Ride                | Legoland Malaysia              | Malaysia               | 2014     | In Betrieb |
| Escape from Crocodile Creek     | Mini-Flume                | Sea Life Adventure Park        | Vereinigtes Königreich | 2009     | In Betrieb |
| Knights Ride Tower              | Dynamic Tilt Tower        | Fantasiana Erlebnispark        | Österreich             | 2013     | In Betrien |
| Epic-Boat-Ride                  | Flume Ride                | Resort World Genting           | Malaysia               | 2021     | In Betrieb |
| Extremis: Drop Ride to Doom     | Dynamic Tilt Tower        | Hamburg Dungeon                | Deutschland            | 2008     | In Betrieb |
| Fluch des Teutates              | Rafting                   | Freizeitpark Plohn             | Deutschland            | 2013     | In Betrieb |
| Fossen                          | Flume Ride                | Kongeparken                    | Norwegen               | 2013     | In Betrieb |
| Ghost – The Haunted House       | Dynamic Tilt Tower        | Legoland Billund               | Dänemark               | 2014     | In Betrieb |
| Harley Quinn Spinsanity         | Tourbillon                | Six Flags Over Texas           | Vereinigte Staaten     | 2018     | In Betrieb |
| Sesam-Strasse                   | Mini-Flume                | Universal Studios Japan        | Japan                  | 2013     | In Betrieb |
| Kroko Splash                    | Mini-Flume                | Schwaben Park                  | Deutschland            | 2007     | In Betrieb |
| Kinder Wasserfahrt              | Interactive Boat          | Liseberg                       | Schweden               | 2012     | In Betrieb |
| Boat-Ride                       | Smart Boat Ride           | Madam Tussaud (Merlin)         | Singapur               | 2014     | In Betrieb |
| Raft-Ride                       | Rafting                   | San Francisco Dungeon          | Vereinigte Staaten     | 2015     | In Betrieb |
| Knall & Fall Freefalltower      | Dynamic Tilt Tower        | Taunus Wunderland              | Deutschland            | 2010     | In Betrieb |
| Krokobahn                       | Mini-Flume                | Familypark Neusiedlersee       | Österreich             | 2006     | In Betrieb |
| Lost World                      | Rafting                   | Erse-Park                      | Deutschland            | 2004     | In Betrieb |
| Maibaum                         | Interactive Tower         | Erlebnispark Tripsdrill        | Deutschland            | 2006     | In Betrieb |
| Free-Fall-Tower                 | Dynamic Tilt Tower        | Blackpool Dungeon              | Vereinigtes Königreich | 2011     | In Betrieb |
| Mission Eclabousse              | Interactive Boat          | Futuroscope                    | Frankreich             | 2007     | In Betrieb |
| Mühlbach-Fahrt                  | Mini-Flume                | Erlebnispark Tripsdrill        | Deutschland            | 2003     | In Betrieb |
| Nemesis Sub-Terra               | Dynamic Tilt Tower        | Alton Towers                   | Vereinigtes Königreich | 2012     | Revision   |
| Kongo Splash                    | Flume Ride                | Knutenborg-Safaripark          | Dänemark               | 2013     | In Betrieb |
| Piratfisken                     | Mini-Flume                | Djurs Sommerland               | Dänemark               | 2009     | In Betrieb |
| Rio Grande                      | Rapids Ride               | Fort Fun Abenteuerland         | Deutschland            | 1997     | In Betrieb |
| RiverSplash                     | Rafting                   | Steinwasen-Park                | Deutschland            | 2007     | In Betrieb |
| River Splash Ride               | Interactive Boat          | Hello Kitty Park               | China                  | 2015     | In Betrieb |
| Römerturm                       | Interactive Tower         | Familypark Neusiedlersee       | Österreich             | 2008     | In Betrieb |
| Sablen                          | Dynamic Tilt Tower        | Djurs Sommerland               | Dänemark               | 2010     | In Betrieb |
| Sky Rafting                     | Rafting                   | Skyline Park                   | Deutschland            | 2010     | In Betrieb |
| Splash Battle Islands Adventure | Interactive Boat          | Oltremare                      | Italien                | 2008     | In Betrieb |
| Spritztour für Seefahrer        | Interactive Boat          | Erlebnispark Tripsdrill        | Deutschland            | 2004     | In Betrieb |
| Trollfallet                     | Dynamic Tilt Tower        | Hunderfossen Familiepark       | Norwegen               | 2009     | In Betrieb |
| Turbo-Drachen                   | Dynamic Swing Glider      | Potts Park                     | Deutschland            | 2010     | In Betrieb |
| Steinzeit                       | Interactive Roundboat     | Potts Park                     | Deutschland            | 2020     | In Betrieb |
| Twirl                           | Crazy-Cars                | Potts Park                     | Deutschland            | 2020     | In Betrieb |
| Vogelscheuche                   | Dynamic Tilt Tower        | Family-Park                    | Österreich             | 2009     | In Betrieb |
| Vikings' River Splash           | Rapids Ride               | Legoland Windsor               | Vereinigtes Königreich | 2007     | In Betrieb |
| VooDoo Island                   | Interactive Roundboat     | Conny-Land                     | Schweiz                | 2009     | In Betrieb |
| Smart-Swing-2                   | Smart Swing               | Atzmännig Sportbahnen          | Schweiz                | 2014     | In Betrieb |
| Big Weld Mega                   | Interactive Roundboat     | Resort World Genting           | Malaysia               | 2021     | In Betrieb |
| Wildalpenbahn                   | Rafting                   | Wurstelprater                  | Österreich             | 2007     | In Betrieb |
| Wildwasser-Rafting              | Rafting                   | Bayern-Park                    | Deutschland            | 2007     | In Betrieb |
| Wildwasserbahn                  | Mini-Flume                | Traumland auf der Bärenhöhle   | Deutschland            | 2014     | In Betrieb |
| Wildwasserbahn                  | Mini-Flume                | Rasti-Land                     | Deutschland            | 2005     | In Betrieb |
| Zum Rittersturz                 | Flume Ride                | Wild- und Freizeitpark Klotten | Deutschland            | 2012     | In Betrieb |

## Galerie

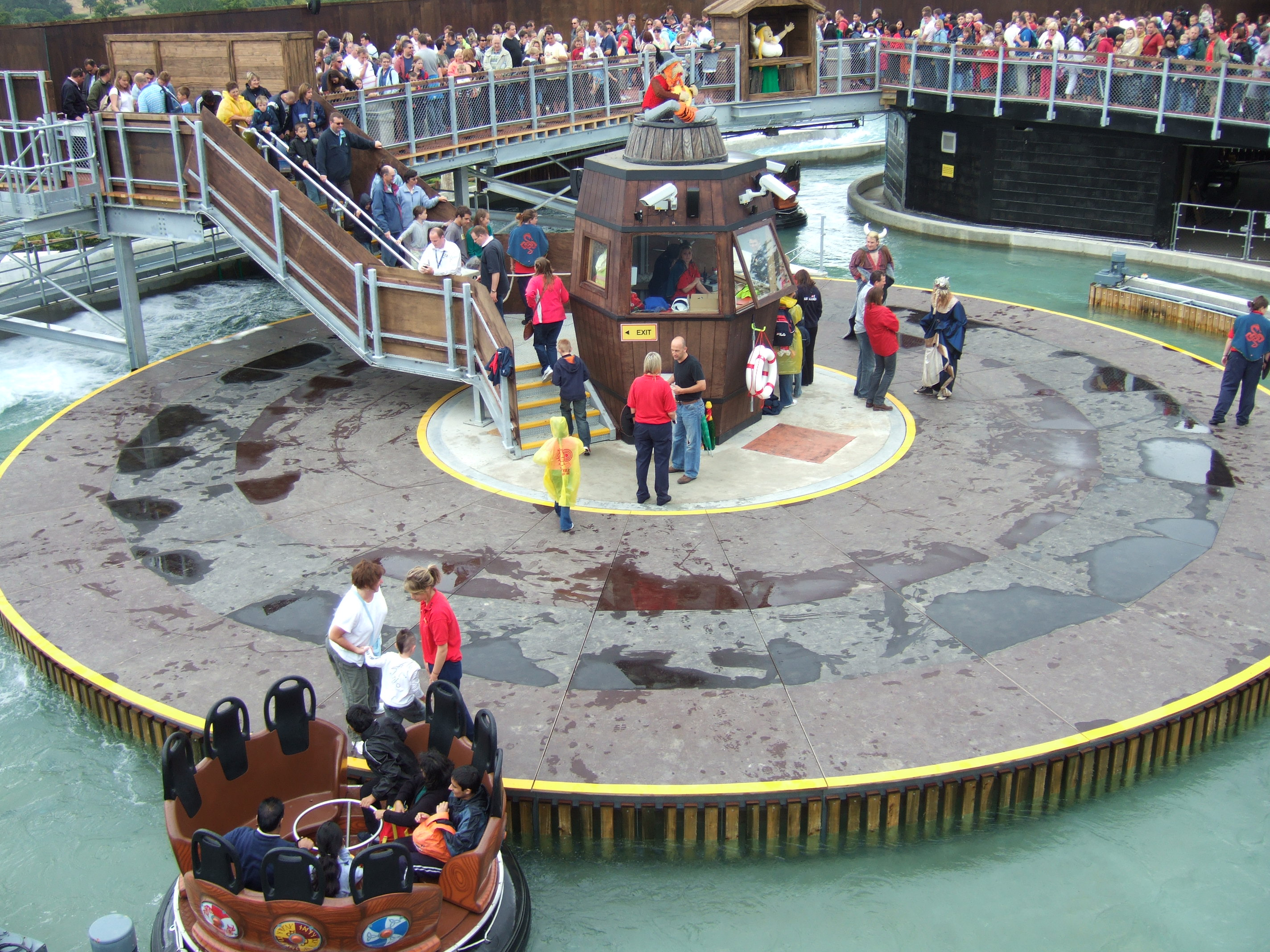
„Vikings' River Splash“ im Legoland Windsor
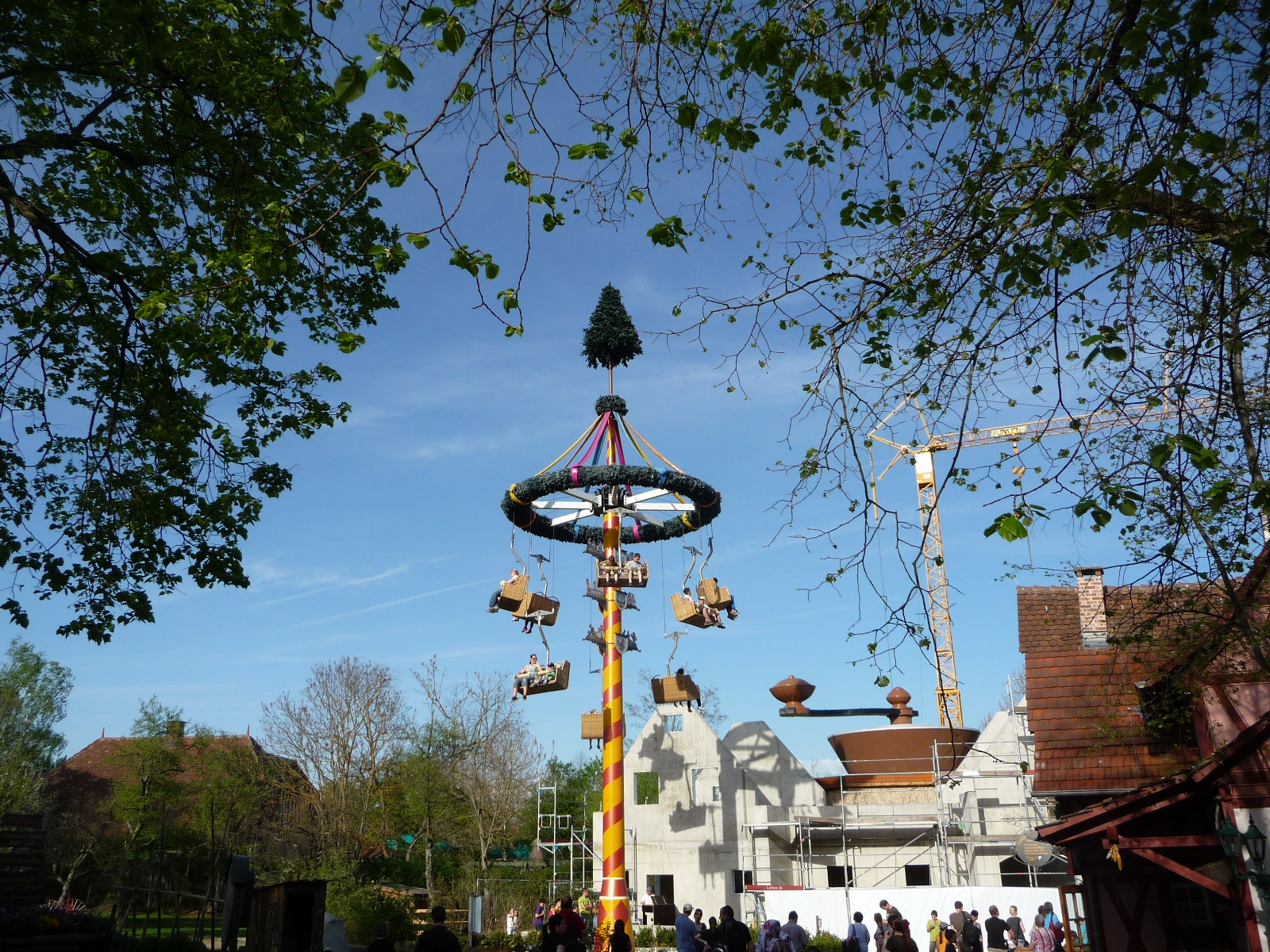
„Maibaum“ im Erlebnispark Tripsdrill
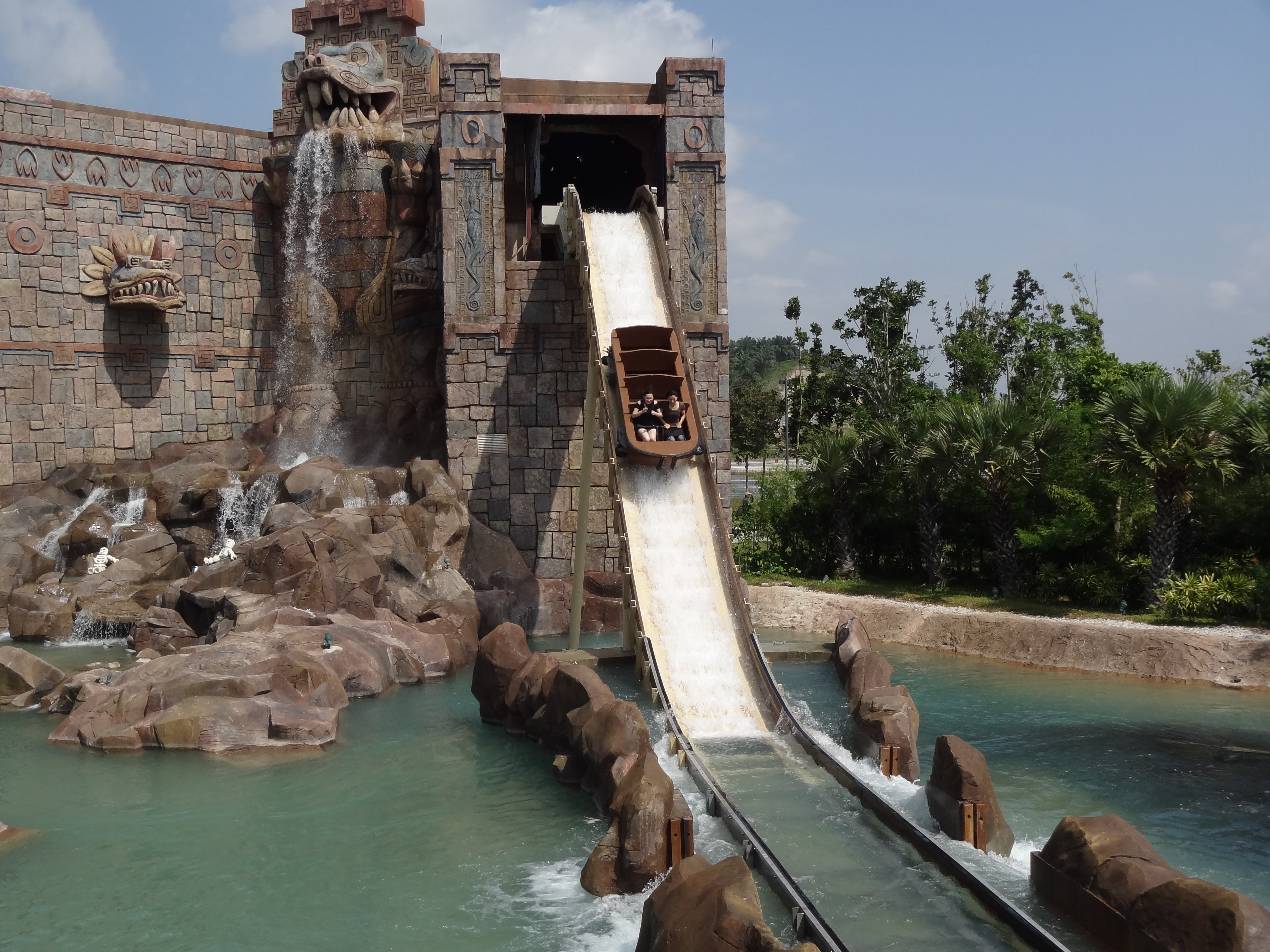
„Dino Island“ im Legoland Malaysia
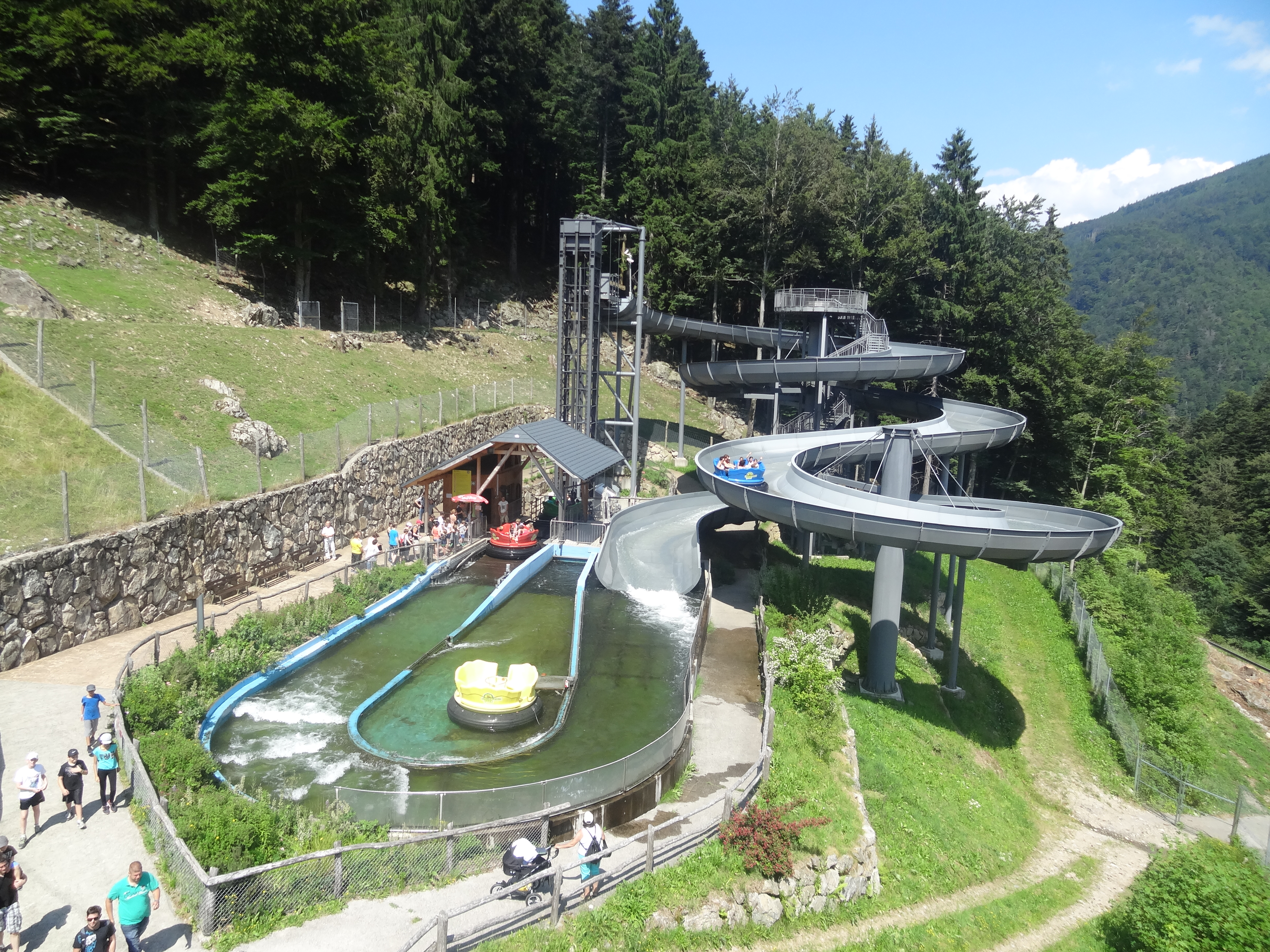
„River Splash“ im Steinwasen-Park
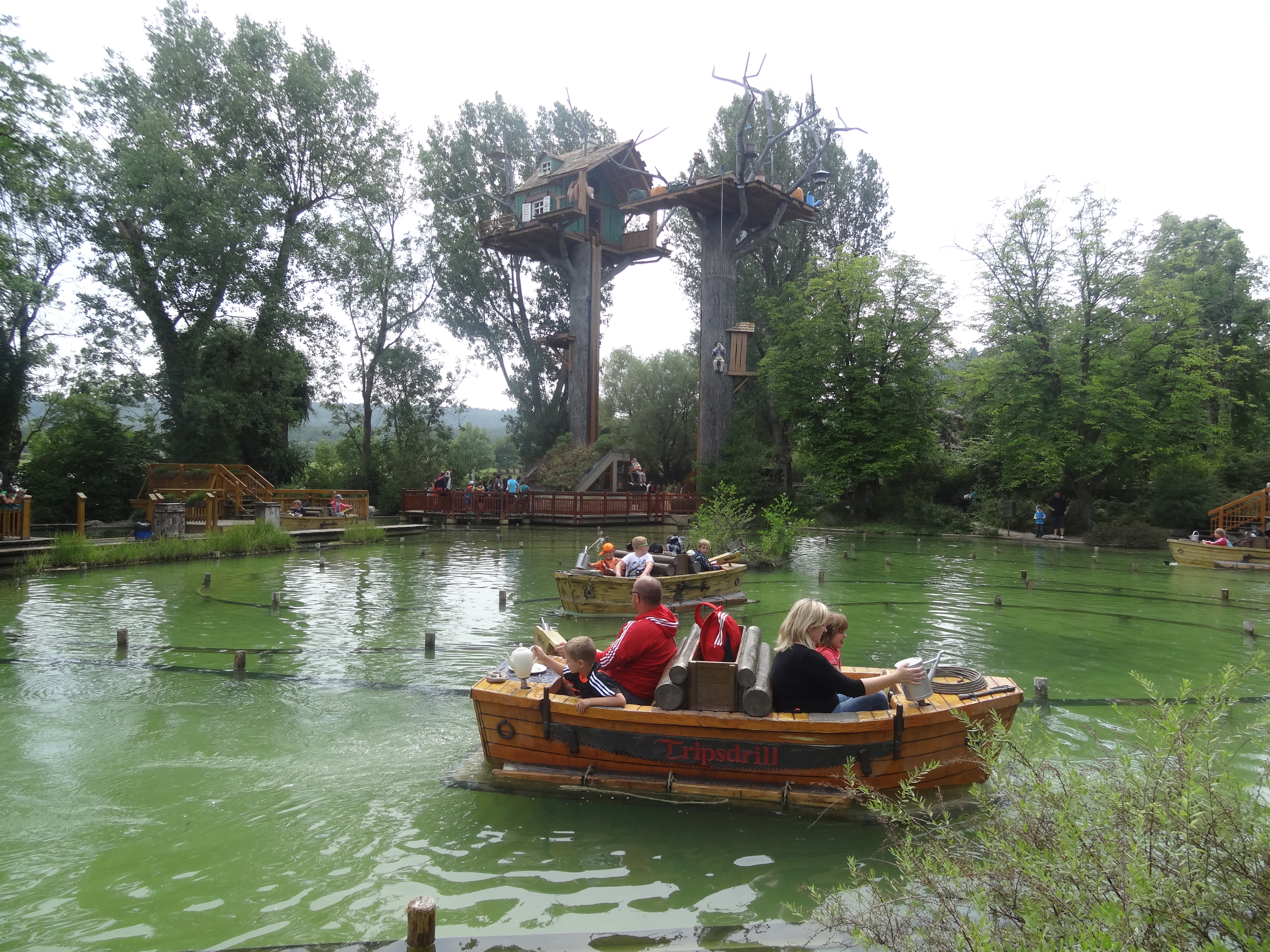
„Spritztour“ im Erlebnispark Tripsdrill
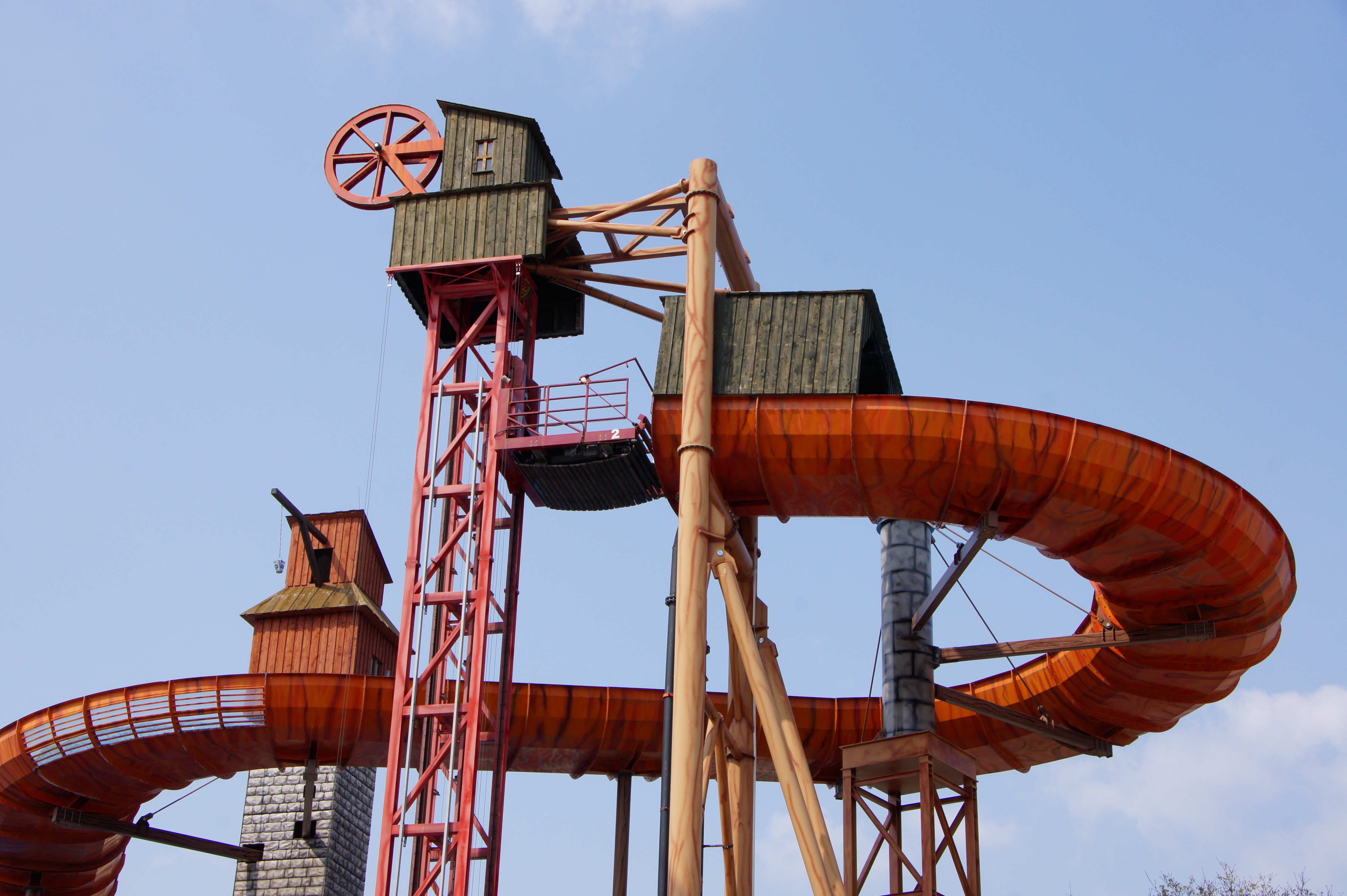
„Wildalpenbahn“ im Wurstelprater
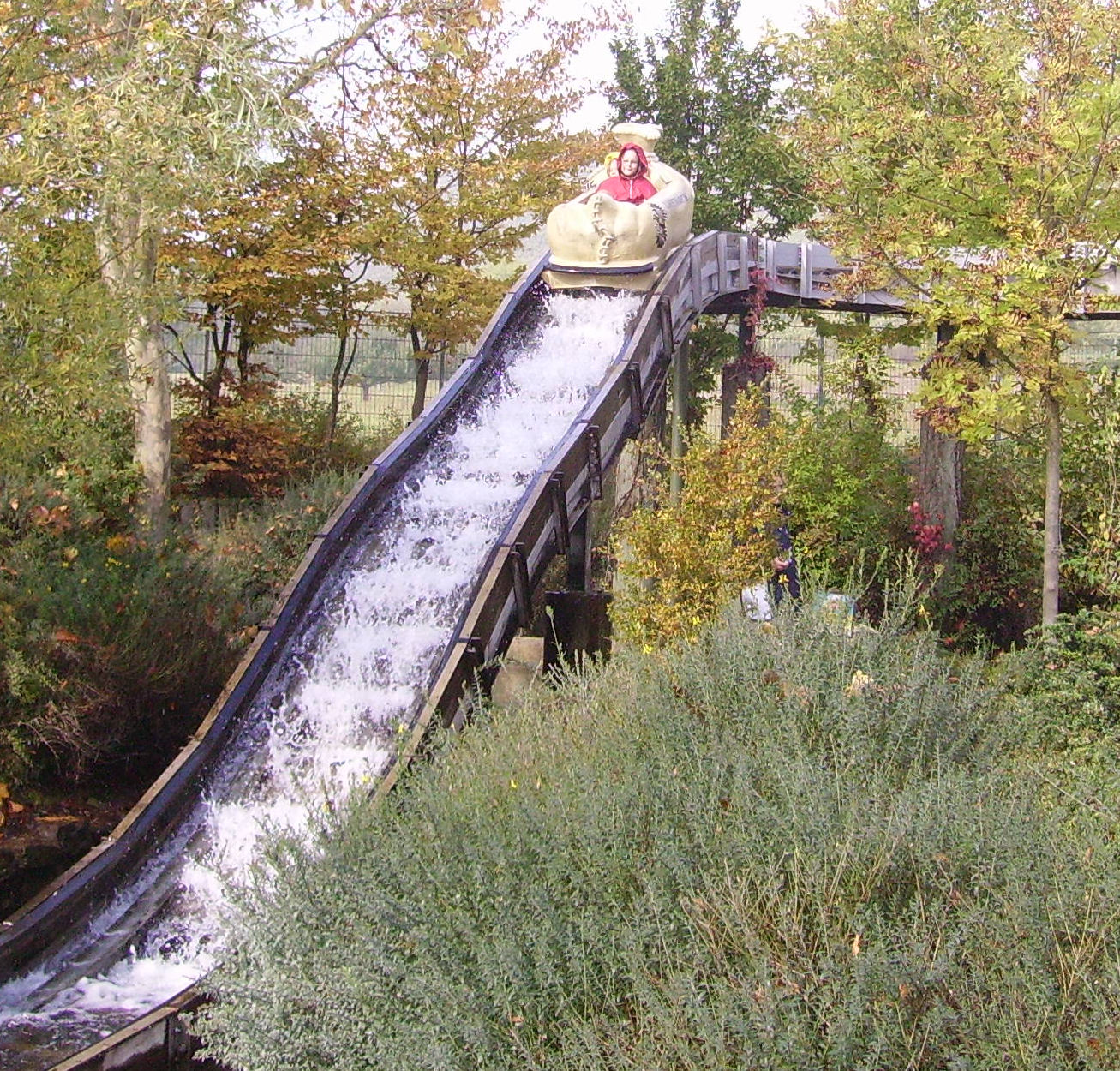
„Mühlbach-Fahrt“ im Erlebnispark Tripsdrill
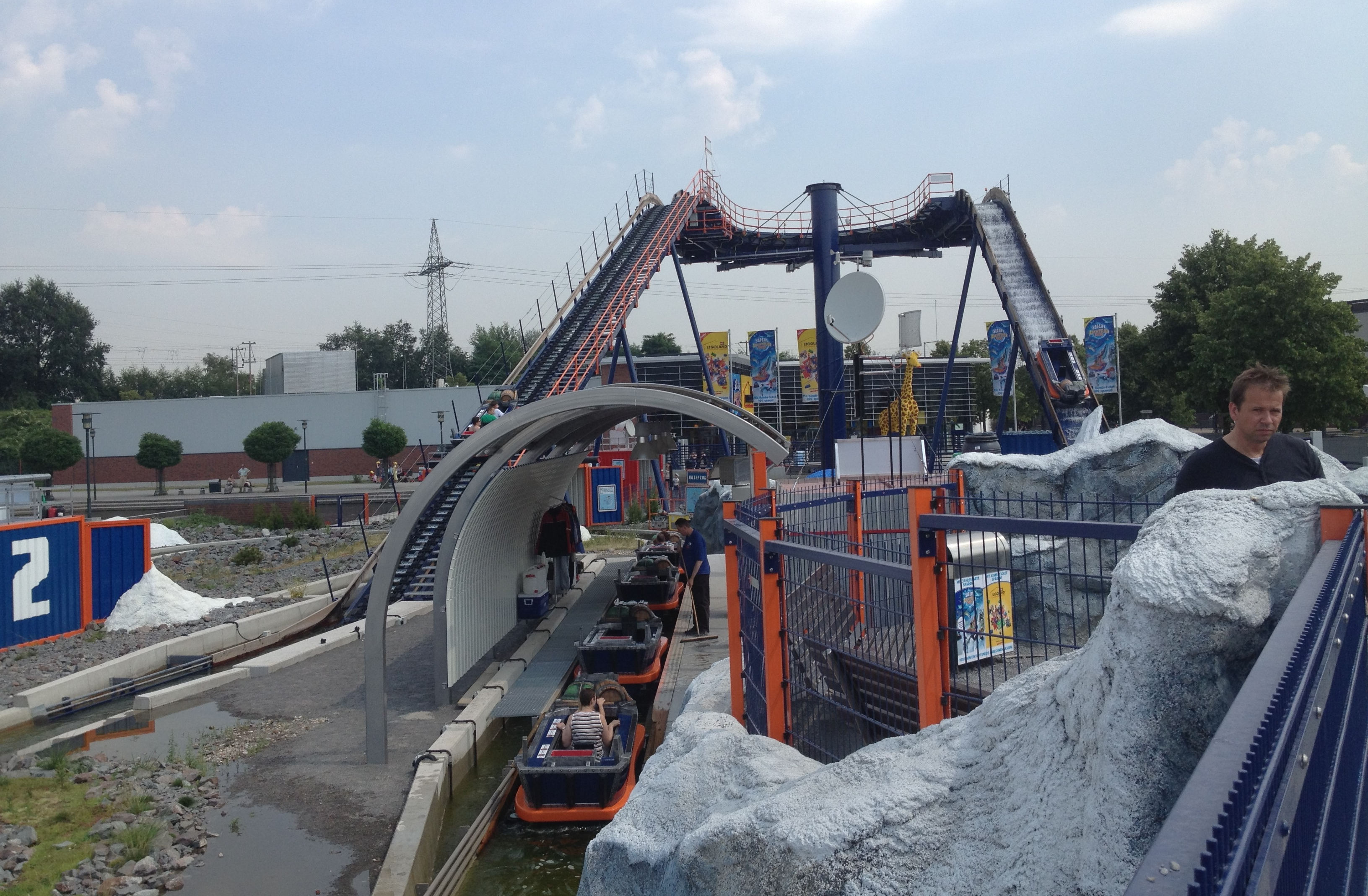
„Pinguine! Abenteuer Antarktis“ im Sea Life Abenteuer Park